# Плошково (Хощенський повіт)
Плошково (пол. Płoszkowo, нім. Hütte) — село в Польщі, у гміні Бежвник Хощенського повіту Західнопоморського воєводства.
Населення — 198 осіб (2011).
У 1975-1998 роках село належало до Гожовського воєводства.

## Демографія
Демографічна структура станом на 31 березня 2011 року:
|          | Загалом | Допрацездатний вік | Працездатний вік | Постпрацездатний вік |
| -------- | ------- | ------------------ | ---------------- | -------------------- |
| Чоловіки | 105     | 14                 | 81               | 10                   |
| Жінки    | 93      | 9                  | 68               | 16                   |
| Разом    | 198     | 23                 | 149              | 26                   |